# Lophornis adorabilis
La coqueta crestiblanca (en Panamá y Costa Rica), coqueta de cresta blanca o coqueta adorable (Lophornis adorabilis) es una especie de ave apodiforme familia Trochilidae (los colibríes), perteneciente al género Lophornis. Es nativa del sureste de América Central.

## Distribución y hábitat
Se distribuye por la pendiente del Pacífico de Costa Rica (al norte hasta la cordillera Central) y suroeste de Panamá. Ocasionalmente también en la pendiente caribeña de Costa Rica. El área total de la distribución es de 16 800 km2.
Esta especie es considerada poco común en sus hábitats naturales: el dosel y los bordes de selvas húmedas, o donde haya un estrato superior conveniente en la vegetación, como crecimientos secundarios maduros. También ocurre en crecimientos secundarios con pocos o ningún árbol, como cercas vivas de Stachytarpheta sp. cerca del bosque. Cuando entra en la selva, permanece en la copa de los árboles lo que dificulta su visualización. Desde el nivel del mar hasta los 1220 m de altitud.

## Sistemática

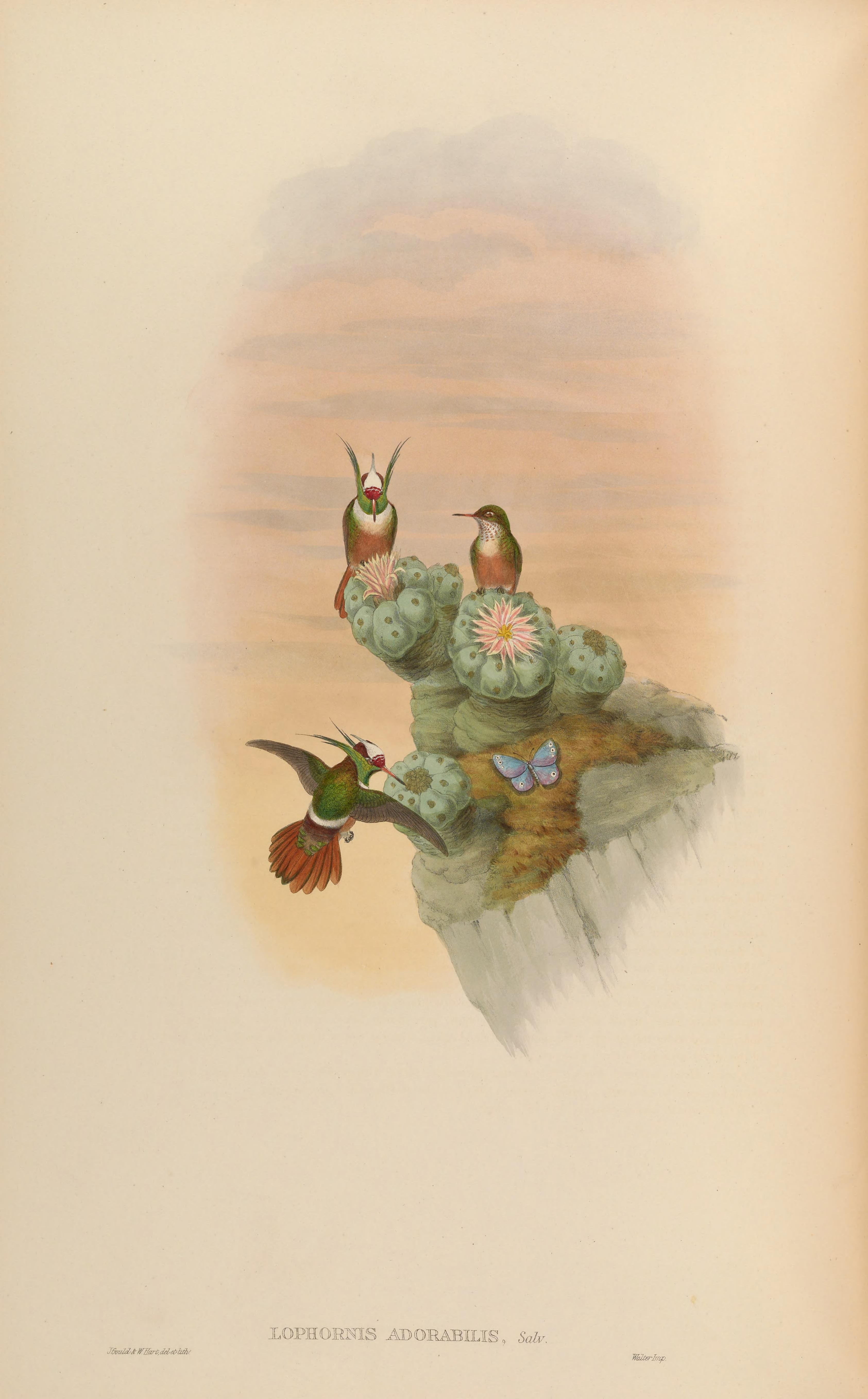
Lophornis adorabilis ilustración de Gould y Hart en A monograph of the Trochilidae, or family of humming-birds Supplement, 1880.

### Descripción original
La especie L. adorabilis fue descrita por primera vez por el zoólogo británico Osbert Salvin en 1870 bajo el mismo nombre científico; su localidad tipo es: «Bugaba, Chiriquí, Panamá».

### Etimología
El nombre genérico masculino «Lophornis» se compone de las palabras del griego «lophos» que significa ‘cresta, tufo’, y «ornis» que significa ‘pájaro’; y el nombre de la especie «adorabilis», en latín significa ‘adorable’.

### Taxonomía
Es monotípica.